# Uinal
L'uinal è un ciclo del calendario maya, pari a un periodo di 20 giorni.
L'uinal non ha sottomultipli, mentre venti uinal formano un tun (corrispondente a circa un anno): questo perché il calendario maya non seguiva un sistema decimale, bensì vigesimale (basato su 20).